# Kamiizumi Nobutsuna
Kamiizumi Nobutsuna (上泉 信綱), de son nom complet Kamiizumi Ise-no-kami Fujiwara-no-Nobutsuna (上泉伊勢守藤原信綱) est un samouraï de l'époque Sengoku, reconnu comme un kensei (saint sabreur, samouraï aux aptitudes légendaires), né aux alentours de 1508 et mort à une date inconnue. Il est notamment connu pour avoir créé l'école d'arts martiaux Shinkage-ryū (en), dont le nom signifie « la nouvelle école de l'ombre ».

« Même si quelqu'un est considéré comme doué dans les arts martiaux, s'il conserve la moindre mauvaise pensée, comment pourrait-il accomplir l'immortalité de son esprit ? »

— Kamiizumi Nobutsuna.

## Biographie
Kamiizumi est né dans le château familial dans la province de Kōzuke (ancienne province du Japon qui correspond à l'actuelle préfecture de Gunma. Sa famille de petite noblesse était au service de la branche Yamanouchi du clan Uesugi. À l'époque de sa naissance, la province de Kōzuke était attaquée par les clans Uesugi, Hōjō et Takeda. Sa famille était à l'origine une branche du clan Ōgo qui s'était installée près de Kaigayagō Kamiizumi et approprié le nom des lieux. Quand la branche principale du clan Ōgo partit pour la province de Musashi, la famille Kamiizumi prit en charge le château des Ōgo se trouvant au pied sud du mont Akagi.
À partir de l'âge de 13 ou 14 ans, Kamiizumi fut sous la tutelle de Tenmyō, un vieux maitre zen qui lui enseigna le bouddhisme zen ainsi que d'autres philosophies de l'Est. Dans sa jeunesse, il se rendit dans la province de Shimōsa (aujourd'hui la préfecture de Chiba) où il se mit à étudier le Nen-ryū et le Tenshin Shōden Katori Shintō-ryū (deux écoles traditionnelles d'arts martiaux japonais ou koryū). Plus tard, il se rendit dans la province de Hitachi (aujourd'hui la préfecture d'Ibaraki) pour y étudier le Kage-ryū. On ne sait pas exactement quels ont été ses professeurs, mais dans toutes les lettres qu'il écrivit plus tard, il indique qu'il est autodidacte de son propre art. Il était un contemporain, bien que plus jeune, de Tsukahara Bokuden. La lignée du Jikishinkage-ryū (Kashima Shinden Jikishinkage-ryū) place Kamiizumi deuxième derrière Matsumoto Bizen-no-kami. Quant à la lignée de Hikita Kage-ryū, elle le place deuxième ou troisième après Aisu Ikōsai,. À l'école Yagyū Shinkage-ryū, il est dit que Kamiizumi reçut son savoir d'Ikōsai, maîtrisant l'intégralité de son enseignement à l'âge de 23 ans environ. Quelques années plus tard, Kamiizumi apprit la stratégie militaire ainsi que la divination avec d'un homme du nom d'Ogasawara Ujitaka.
Dans les parchemins Empi-no-Tachi que Kamiizumi céda à Yagyū Munetoshi (en) et à Marume Nagayoshi, il écrit qu'il étudia les écoles Nen-ryū, Shintō-ryū, Kage-ryū entre autres et qu'il a développé une nouvelle voie à partir du Kage-ryū, et ainsi il appela son école Shinkage-ryū qui signifie « le nouveau Kage-ryū ». Dans son livre Shōden Shinkage-ryū, Yagyū Toshinaga suppose que Kamiizumi a créé son école environ entre 30 et 35 ans.

### Généralités
En 1555, Hōjō Ujiyasu ordonne l'attaque du château de Ōgo, alors commandé par Kamiizumi. Ce dernier rend le château sans combattre et rejoint Ujiyasu. La même année, Kenshin Uesugi envahit l'ouest de la province de Kōzuke dans le but de reprendre le château Hirai. Kamiizumi abandonne le clan Hōjō, et envoie des messages aux Uesugi. Il devient ensuite un des généraux des Uesugi, et les aide ainsi à expulser les forces Hōjō. Kenshin prend le contrôle total de Kōzuke, nomme Narimasa Nagano gouverneur du château de Minowa et retourne en ses terres de la province d'Echigo.
Kamiizumi se met au service de Nagano, et devient bientôt une des « seize lances de la maison Nagano ». Il se distingue en particulier quand Nagano attaque le château de Yamanaka, et se fait connaître comme « le meilleur lancier de tout le Kōzuke ». Nagano tient à distance les attaques de Takeda Shingen sur le château de Minowa durant sept ans, puis il meurt en 1561. Son héritier, Ukyō-no-shin Narimori, n'a alors que 16 ans, c'est la raison pour laquelle la mort de Nagano est gardée secrète aussi longtemps que possible. Shingen découvre finalement la vérité, et en 1563, il envahit l'ouest de la province de Kōzuke avec une force de plus de 10 000 soldats venant de Kai. Le Kōyō Gunkan situe l'invasion en 1563, alors que d'après les notes de Chōnenji (le temple où Nagano fut enterré), l'événement se passe en 1566. Le château Minowa est complètement encerclé et assiégé. Narimori met fin à ses jours le 22 février, désespéré, et le château tombe six jours plus tard.
Kamiizumi parvient à sortir du château, et s'échappe dans l'est de Kōzuke où il rejoint Kiryū Ōinosuke Naotsuna. Mais ce dernier meurt peu après et son fils Matajirō Shigetsuna prend sa succession. Kamiizumi retourne alors au château Minowa, bien qu'on ne sache pas exactement pourquoi. Une version dit qu'il y retourne parce qu'il a encore beaucoup d'amis là-bas et entre donc au service de Naitō Masatoyo, le gouverneur nommé par Shingen. Une autre version dit que, impressionné par la valeur de Kamiizumi, Shingen l'invite à rejoindre son clan après la chute du château Minowa. Les raisons de sa venue ne sont donc pas claires, mais il est en revanche certain que Kamiizumi rejoint officiellement le clan Takeda,,,.
Une version commune dit qu'en reconnaissance de son incroyable habileté lors de la défense du château, Takeda Shingen autorisa Kamiizumi à utiliser le caractère 信 (qui peut aussi bien être lu « shin » dans « Shingen » que « nobu » dans « Harunobu ») dans son propre nom, ce qui par la suite fit connaître Kamiizumi sous le nom de Nobutsuna,. Cependant, dans le droit de transmission (menkyo kaiden) donné à Yagyū Munetoshi en 1565, Kamiizumi signe sous le nom de « Kamiizumi Ise-no-kami Fujiwara-no-Hidetsuna » et dans les rouleaux donnés à Munetoshi l'année suivante, il signe « Kamiizumi Ise-no-kami Fujiwara-no-Nobutsuna ». Si l'on suppose que Minowa tombe en 1563, alors Kamiizumi signe toujours « Hidetsuna » deux ans plus tard. Par contre s'il tombe en 1566, Kamiizumi utilise déjà « Nobutsuna » avant l'attaque de Takeda Shingen. Il y a donc contradiction dans les deux versions ; les changements de nom étaient courants à cette époque et il est probable que le changement en Nobutsuna n'était pas lié à Takeda Shingen.

### Enseignement du Shinkage-ryū
Après avoir rejoint Nagano, Kamiizumi fait un certain nombre de voyages à Kyōto, l'ancienne capitale du Japon. En 1558, il y rencontre le jeune Marume Nagayoshi,. Pendant un de ses voyages à Kyōto fin 1563, il rencontre Yagyū Munetoshi et séjourne dans le quartier Yagyū, Nara (en) de la ville de Nara (préfecture de Nara) pendant environ six mois avant de gagner la capitale en 1564. Lors d'un autre voyage, Kamiizumi et Marume font la démonstration du Shinkage-ryū au shogun Yoshiteru Ashikaga. Ce dernier écrit un certificat déclarant l'école de Kamiizumi sans précédent dans le pays et faisant l'éloge de la performance de Marume, ; le certificat n'est toutefois pas daté. Plus tard, Kamiizumi se serait installé à Kyōto pour enseigner le Shinkage-ryū à divers courtisans et nobles du shogunat Ashikaga,.
Kamiizumi réunit donc un grand nombre d'élèves. Une source atteste qu'il avait 84 disciples quand il arriva à Kyōto en 1564, et l'année suivante, Kamiizumi écrit lui-même dans son certificat à Munetoshi qu'il en a alors des centaines, probablement dans tout le Japon. Parmi ses élèves célèbres figurent Yagyū Munetoshi (en), dont sa variante du Shinkage-ryū existe encore, Hikita Bungorō, neveu de Kamiizumi et fondateur du Hikita Kage-ryū, Hōzōin In'ei, un moine fondateur d'un sōjutsu nommé Hōzōin-ryū, Marume Nagayoshi, fondateur du Taisha-ryū, Nonaka Shinkura, fondateur du Shin Shinkage Ichiden-ryū, ainsi que Komagawa Tarozaemon (en), fondateur du Komagawa Kaishin-ryū (en).

### Dernières années
Un conseiller à Kyōto nommé Yamashina Tokitsugu écrit dans son journal que Kamiizumi arrive dans la capitale en 1570. Il y reste au service de Yamashina pendant environ deux ans, lui enseignant le Shinkage-ryū. À cette époque, il est connu sous le nom de Kamiizumi Musashi-no-kami Nobutsuna, ou encore Ōgo Musashi-no-kami. En 1572, il s'établit quelque temps dans le quartier Yagyū à Nara, puis il retourne dans l'est du Japon, avec une lettre de recommandation écrite par Yamashina à l'attention du clan Yuki de la province Shimōsa,. Le dernier fait établi de Kamiizumi figure dans une chronique de Seirinji, un temple bouddhiste zen de l'école Sōtō situé dans la ville où le château de la famille Kamiizumi a siégé autrefois,. Les écrits disent que Kamiizumi aide le temple à s'établir en 1577, y érigeant une pierre tombale et payant pour des offices. Le temple existe encore à Maebashi dans la préfecture de Gunma.
On ne connaît pas la date du décès de Kamiizumi. Certaines sources indiquent qu'il serait mort en 1572, mais cette date est manifestement contredite par les écrits de Seirinji. D'autres indiquent qu'il meurt en 1577 dans le quartier Yagyū, mais la famille Yagyū ne possède aucune trace de cette date et, bien qu'il y ait un mémorial pour Kamiizumi à cet endroit, il n'y a pas de sépulture. Il existe une théorie selon laquelle la pierre tombale et les offices de 1577 étaient en réalité pour Kamiizumi lui-même, tandis qu'une autre dit qu'ils commémorent le 12e anniversaire de la mort de son fils, un rituel courant au Japon. Un document de Kiraku-ryū, une école de ju-jitsu installée dans la province de Gunma, indique quant à lui que Kamiizumi est mort à Odawara en 1577, mais un autre document appartenant à la famille Kamiizumi laisse à penser qu'il meurt en 1582, toujours à Odawara.

## Influence et postérité
Kamiizumi est considéré comme une figure majeure dans le développement du kenjutsu,. Grâce à ses principaux élèves, de nombreuses branches traditionnelles ont été créées et dispersées dans tout le Japon. Les écoles qui existent encore de nos jours revendiquent Kamiizumi comme leur fondateur, cofondateur ou ancêtre, par exemple les branches Yagyū Shinkage-ryū, Kashima Shinden Jikishinkage-ryū, Kashima-shinryū, Taisha-ryū et Komagawa Kaishin-ryū (en).
Kamiizumi est largement reconnu comme étant l'inventeur du fukuro-shinai, un sabre d'entraînement en bambou doté d'un manche en cuir qui permet de simuler des combats réels sans craindre de se faire tuer ou blesser grièvement. L'école Yagyū Shinkage-ryū utilise quant à elle une version spéciale de sabre d'entraînement appelée hikihada-shinai, c'est-à-dire « shinai à peau de crapaud » ; son manche en cuir est en réalité fait de peau de vache ou de cheval, mais après avoir été laqué de rouge (art typique de l'époque Kamakura), il donne l'effet de la peau de Bufo japonicus, le crapaud japonais.
Le Honchō bugei shōden, un recueil d'histoires datant du milieu de l'époque d'Edo, relate un des voyages qu'a fait Kamiizumi au temple Myōkōji, à Ichinomiya dans la préfecture d'Aichi. Un fou y enlève un enfant et se cache dans une grange avec un sabre. Kamiizumi se rase alors la tête, emprunte un kesa à un moine bouddhiste et s'approche de la grange avec deux boules de riz. Kamiizumi utilise ces dernières pour tromper l'homme afin qu'il baisse sa garde, puis il le neutralise rapidement et sauve l'enfant. Cet épisode sera repris plus tard par le cinéaste Akira Kurosawa dans son film Les Sept Samouraïs.
En 2008, la ville de Maebashi a célébré le 500e anniversaire de la naissance de Kamiizumi par un festival. La célébration a eu lieu au cimetière de Kamiizumi et une statue de bronze de 2,5 mètres le représentant tenant un fukuro-shinai fut inaugurée. Yagyū Koichi, un descendant direct de Yagyū Munetoshi, élève de Kamiizumi, fait aujourd'hui encore des démonstrations de Shinkage-ryū avec ses élèves.

### Lieu portant le nom de Kamiizumi

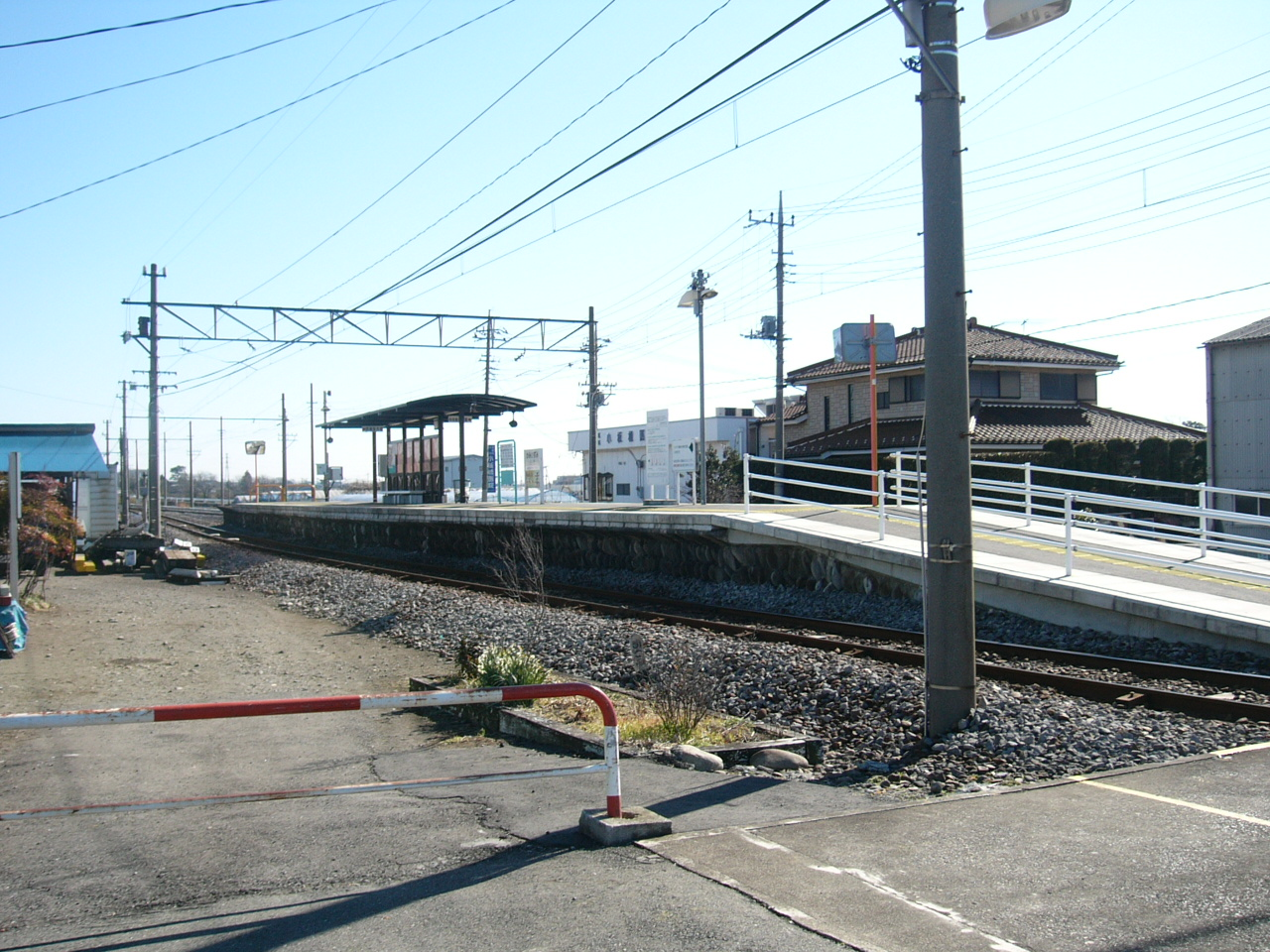
La gare Kamiizumi, février 2004.

Une gare de Maebashi, dans la préfecture de Gunma, porte le nom de Kamiizumi.

## Source de la traduction
- (en) Cet article est partiellement ou en totalité issu de l’article de Wikipédia en anglais intitulé « Kamiizumi Nobutsuna » (voir la liste des auteurs).